# Bund Deutscher EinsatzVeteranen
Der Bund Deutscher EinsatzVeteranen e. V. (BDV) ist eine Organisation zur Betreuung und Unterstützung von Veteranen der Bundeswehr.

## Entstehung
Oberstleutnant a. D. Andreas Timmermann-Levanas gründete 2010 den gemeinnützigen Verein. Als ehemaliger ISAF-Pressesprecher engagierte er sich seit 2009 mit der von ihm und dem ehemaligen Stabsunteroffizier Engelbert Diegmann gegründeten Deutschen Kriegsopferfürsorge (DKOF) für die Belange von wehrdienstbeschädigten und ehemaligen Soldaten. Diese bilden durch die steigende Zahl von im Ausland eingesetzten Bundeswehrsoldaten erstmals seit dem Zweiten Weltkrieg wieder eine nennenswerte Gruppe neuer Veteranen. Die Arbeit des Verbandes richtet sich an Veteranen mit und ohne physische oder seelische Verletzungen.
Seit der Mitgliedsversammlung am 24. August 2013 führte sein bisheriger Stellvertreter Christian Bernhardt den Vorsitz des Vereins. Am 2. Juni 2018 gab dieser den Vorsitz an Bernhard Drescher ab, der zuvor als Stellvertretender Vorsitzender fungiert hatte. Mit der Mitgliederversammlung im Juni 2018 professionalisierte sich der Vorstand des BDV: Als neuer Stellvertretender Bundesvorsitzender wurde David Hallbauer gewählt, der bisherige Leiter des Hauptstadtbüros Jan Philipp Krüger zum Generalsekretär. Björn Schreiber trat als Vorstand Politik und Medien in den Vorstand ein, Dunja Neukam übernahm des Ressort Projekte. Ebenso wurden die bisherigen regionalen Bereichsleiter (zuständig für Fallmanagement) in den Vorstand inkludiert.
Aufgrund einer absehbaren offiziellen deutschen Veteranendefinition nannte sich der Verein im November 2016 in Bund Deutscher EinsatzVeteranen e. V. um, wobei die ursprüngliche Abkürzung beibehalten wurde.
Bekannte Mitglieder des Verbandes sind Christian Bernhard, Bernhard Drescher, Walter Spindler, Marcel Bohnert, Johannes Clair, Björn Schreiber, Michael Bartscher und Thomas Krafft.

## Ziele
Der Verein unterstützt aktive und ehemalige Soldaten der Bundeswehr nach Einsatz und Krieg, deren Angehörige, sowie Familien gefallener und getöteter Kameraden in ihren allgemeinen, ideellen, sozialen und beruflichen Interessen. Als Verband konzentriert er sich auf mehrere Aspekte. Er setzt sich für die Wahrnehmung der Veteranen in Politik und Öffentlichkeit ein und hilft verwundeten Veteranen bei der Durchsetzung von Entschädigungsansprüchen oder der Vermittlung von psychologischer, medizinischer und juristischer Hilfe. Zum Bund Deutscher EinsatzVeteranen gehört die Beratungsstelle Eisblume für Angehörige von traumatisierten Soldaten. Der Verband arbeitet mit anderen Organisationen zusammen, wie der Initiative Du bist nicht allein für Hinterbliebene und der Oberst Schöttler Versehrten-Stiftung.
Im September 2011 wurde eine Zusammenarbeit mit dem Deutschen Bundeswehrverband vereinbart.
Der Verein organisiert regelmäßig den „Tag der Veteranen der Bundeswehr“ im Wald der Erinnerung bei Potsdam.

## Ähnliche Verbände
Von 2010 bis 2012 gab es neben dem Bund Deutscher Veteranen auch den Deutschen Veteranenverband unter der Leitung von Daniela Matijevic für Veteranen der Bundeswehr im Auslandseinsatz.
Seit 2017 gibt es mit dem Combat Veteran e. V. wieder einen Konkurrenzverein für deutsche Einsatzveteranen.